# Eriborus argenteopilosus
Eriborus argenteopilosus är en stekelart som först beskrevs av Cameron 1907.  Eriborus argenteopilosus ingår i släktet Eriborus och familjen brokparasitsteklar. Inga underarter finns listade i Catalogue of Life.